# Aahla
Aahla (lit. "Campo de Paz"), na mitologia egípcia, era o campo reservado às almas dos redentores e estava localizado numa das quatro seções do Amenti. Se assemelhava aos Campos Elísios da mitologia grega. Diz-se que o deus Hórus aguardava no Aahla o momento de retornar à terra e restaurar seu governo terreno.